# Vila dos Técnicos
Vila dos Técnicos é um bairro do município brasileiro de Timóteo, no interior do estado de Minas Gerais. Localiza-se no distrito-sede, estando situado na Regional Norte. Segundo o censo demográfico de 2022, realizado pelo Instituto Brasileiro de Geografia e Estatística (IBGE), sua população era de 502 habitantes e havia 200 domicílios particulares permanentes ocupados.
De acordo com o IBGE, em 2010 a população era de 467 habitantes e havia 182 domicílios particulares.

## História e descrição
O surgimento do bairro está relacionado à construção da antiga vila operária pela Acesita (atual Aperam South America), para atender aos trabalhadores da empresa, instalada em Timóteo na década de 40. Segundo o plano de urbanização concebido por Romeu Duffles Teixeira, a área do Vila dos Técnicos seria utilizada, a princípio, para expansão da usina.
O bairro foi implantado em uma área entre a usina da Acesita e o centro comercial da vila operária, o atual Centro-Norte, sendo um dos primeiros a serem construídos. Os bairros reproduziam a hierarquia dos empregados. Além da proximidade do núcleo industrial, o Vila dos Técnicos recebeu habitações de padrão relativamente melhor, a exemplo do bairro Funcionários.
A vizinhança de instalações industriais faz com que residências sejam ocasionalmente afetadas pela produção de poeira e fumaça. Dentre seus principais pontos de referência, está a Praça do Vila dos Técnicos, que possui equipamentos de lazer e quadras esportivas.